# Zhang Shujing
Zhang Shujing, Chinees:張 淑晶, (Baicheng, 13 september 1978) is een Chinese langeafstandsloopster, die zich heeft toegelegd op de marathon. Ze werd tweemaal Aziatisch kampioene in deze discipline. Zhang Shujing liep meer dan vijfentwintig marathons, waarvan achtmaal onder de 2 uur en 30 minuten. Ook nam ze tweemaal deel aan de Olympische Spelen, maar won hierbij geen medailles.

## Loopbaan
Zhang Shujing liep haar persoonlijk record op 20 oktober 2002 op de marathon van Peking in 2:23.17. Hiermee behaalde ze een derde plaats. Dit was tevens haar sterkste jaar, waarbij ze de marathon van Seoel (najaar) en de marathon van Hongkong won. In eerstgenoemde wedstrijd behaalde ze ook de Aziatische titel door met een tijd van 2:36.27 de Japanse atletes Mio Kiuchi (zilver; 2:38.35) en Hideko Yoshimura (brons; 2:42.21) te verslaan.
Het jaar erop begon Shujing met het wederom winnen van de voorjaarsmarathon in Seoel. Ze kwalificeerde zich voor de wereldkampioenschappen in Parijs, waar ze twaalfde werd. In 2004 maakte ze haar olympische debuut; op de Olympische Spelen van Athene eindigde ze opnieuw als twaalfde in 2:34.34. Vier jaar later op de Olympische Spelen van Peking moest ze met 2:35.35 genoegen nemen met een 41e plaats.
Zhang Shujing is aangesloten bij Jilin.

## Titels
- Aziatisch marathonkampioene - 2002, 2004

## Persoonlijke records
| Onderdeel      | Prestatie | Datum            | Plaats |
| -------------- | --------- | ---------------- | ------ |
| 5000 m         | 15.34,54  | 21 november 2001 | Kanton |
| halve marathon | 1:12.46   | 31 augustus 2003 | Parijs |
| 25 km          | 1:24.33   | 16 maart 2003    | Seoel  |
| 30 km          | 1:41.33   | 16 maart 2003    | Seoel  |
| marathon       | 2:23.17   | 20 oktober 2002  | Peking |

## Palmares

### halve marathon
- 2002: 34e WK in Brussel - 1:13.04

### marathon
- 1997: 6e marathon van Dalian - 2:36.38
- 1997: 13e marathon van Peking - 2:35.36
- 1999: 5e marathon van Peking - 2:32.19
- 1999:  marathon van Dalian - 2:34.34
- 2000:  marathon van Berlijn - 2:27.14
- 2000: 5e marathon van Peking - 2:34.56
- 2001: 5e marathon van Peking - 2:24.42
- 2001: 12e Boston Marathon - 2:33.43
- 2002:  marathon van Peking - 2:33.17
- 2002:  marathon van Shanghai - 2:30.43
- 2002:  marathon van Hongkong - 2:36.27
- 2003:  marathon van Seoel (voorjaar) - 2:23.18
- 2003: 12e WK - 2:29.24
- 2003:  marathon van Peking - 2:27.57
- 2004:  marathon van Seoel (voorjaar) - 2:30.14
- 2004: 5e marathon van Xiamen - 2:29.53
- 2004: 12e OS - 2:34.34
- 2004:  marathon van Seoel (najaar) - 2:36.22
- 2005: 5e marathon van Seoel (voorjaar) - 2:29.58
- 2005:  marathon van Xiamen - 2:31.57
- 2005: 6e marathon van Peking - 2:35.24
- 2006: 5e marathon van Xiamen - 2:30.35
- 2006:  marathon van Düsseldorf - 2:37.20
- 2006: 6e marathon van Peking - 2:35.24
- 2007:  marathon van Xiamen - 2:31.14
- 2007: 11e WK - 2:33.46
- 2008: 5e marathon van Xiamen - 2:28.56
- 2008:  marathon van Seoel (voorjaar)- 2:26.11.
- 2008: 41e OS - 2:35.35
- 2009: 7e marathon van Seoel - 2:38.48